# Српско војничко гробље у Оснабрику
Српско војничко гробље у Оснабрику је један од многобројних официрских заробљеничких логора у Немачкој за време Другог светског рата. Налазио се у западном предграђу немачког града Оснабрик (нем. Osnabrück), Еверсхајду (нем. Eversheide) и у њему су били смештени официри Југословенске краљевске војске, који се нису мирили са поразом после немачке окупације.

## Историја
Први транспорт са више од 1500 заробљених југословенских официра и војника стигао је у логор 26. априла 1941. године, да би у мају у њему било 3410 заробљеника. Активних официра је било 1108, резервних официра 1800, а војника 502. Како су у Офлаг VI C повремено стизале групе официра и из других логора, у мају 1942. године ово је постао други официрски логор по величини, одмах после логора у Нирнбергу (нем. Nürnberg).

Овај број се за време постојања логора попео доцифре од преко 6000 официра и војника, који су били смештени у педесетак барака и у свакој од њих боравило је око двадесет заробљеника. Британска авијација је 6. децембра 1944. године, у вечерњим сатима, бомбардовала Оснабрик и том приликом је у логору погинуло 116 официра Југословенске краљевске војске, а шездесетак их је било рањено. Док је бомбардовање трајало затвореници нису смели да излазе из својих барака јер су немачки стражари одмах отварали ватру. Нешто касније започето је расељавање логора, али је колона српских заробљеника опет бомбардована од стране британске авијације и тада је погинуло још 14 југословенских официра. У пролеће 1945. године Британци су ослободили преживеле војнике и официре. У знак сећања на погинуле заробљенике антикомунистичка емиграција је иницирала подизање српског спомен храма у Оснабрику, који је подигнут 1966. године, а у близини храма је старо војничко српско гробље, као и гробље српских емиграната из читаве Европе. 

## Живот у логору
Сходно Женевској конвенцији из 1929. године заробљени официри су били ослобођени од физичког рада у логору и ван њега. Како је међу официрима Југословенске краљевске војске било професора универзитета, бивших министара и посланика, судија, генерала, као и других познатих интелектуалаца (Ото Бихаљи Мерин, Милан Богдановић,Станислав Винавер, Душан Тимотијевић и др.) они су настојали да свој заробљенички живот учине што кориснијим и испуњенијим. Почело се са предавањима из разних области и курсевима језика, да би се касније организовала и различита научна и стручна удружења и друштва. Ове активности су у великој мери омогућиле заробљеним официрима и војницима да у датим околностима одрже свој животни елан на што вишем нивоу, а, уједно, и да заврше и употпуне своје образовање. У логору је било и пет фудбалских тимова, а утакмицама су присуствовали сви заробљеници. Оформљено је и позориште, а редовно се обављала верска служба, коју је вршио свештеник, официр Милан Јовановић.